# Лепровица
Лепровица је насељено место у саставу града Дугог Села у Загребачкој жупанији, Хрватска. До територијалне реорганизације у Хрватској налазила се у саставу бивше велике општине Дуго Село.

## Становништво
На попису становништва 2011. године, Лепровица је имала 254 становника.

## Попис1991.
На попису становништва 1991. године, насељено место Лепровица је имало 212 становника, следећег националног састава:
| Попис 1991.‍  | Попис 1991.‍  | Попис 1991.‍ | Попис 1991.‍ | Попис 1991.‍ |
| ------------ | ------------ | ----------- | ----------- | ----------- |
|              |              |             |             |             |
| Хрвати       | Хрвати       |             | 203         | 95,75%      |
| Срби         | Срби         |             | 7           | 3,30%       |
| неопредељени | неопредељени |             | 2           | 0,94%       |
| укупно: 212  |              |             |             |             |